# Croatia Open Umag 2002
Il Croatia Open Umag 2002 è stato un torneo di tennis giocato sulla terra rossa. È stata la 13ª edizione del Croatia Open Umag, che fa parte della categoria International Series nell'ambito dell'ATP Tour 2002. Si è giocato all'International Tennis Center di Umago, Croazia, dal 15 al 21 luglio 2002.

## Campioni

### Singolare
Carlos Moyá ha battuto in finale  David Ferrer con il punteggio di 6–3, 6–2

### Doppio
František Čermák /  Julian Knowle hanno battuto in finale  Albert Portas /  Fernando Vicente con il punteggio di 6–4, 6–4